# Asociația Studenților Farmaciști din Europa
Asociația Europeană a Studenților Farmaciști (EPSA - The European Pharmaceutical Students’ Association)  este o asociație non-profit, neguvernamentală, apolitică, areligioasă care reprezintă 29 de asociații ale studenților farmaciști din 27 de țări, ceea ce înseamnă aproximativ 120.000 de studenți farmaciști din întreaga Europă. Obiectivul major al EPSA este acela “de a contribui la dezvoltarea intereselor și opiniilor studenților farmaciști europeni și de a încuraja contactul și colaborarea dintre ei.” Motto-ul EPSA “Bringing Pharmacy, Knowledge and Students Together” reflectă foarte bine principalul său obiectiv, acela  de a promova ideile și opiniile tuturor studenților farmaciști din Europa cu scopul de a îmbunătăți calitatea educației, a profesiilor și a cercetării în domeniile farmaceutice.
Sediul EPSA se află la Bruxelles, Belgia, în clădirea PGEU. Aici își desfășoară activitatea în permanență Vicepreședintele pentru relația cu Uniunea Europeană a cărui principală atribuție este colaborarea cu Grupul Farmaceutic al Uniunii Europene (Pharmaceutical Group of the European Union) pentru promovarea rolului farmacistului ca profesionist-cheie în domeniul sănătății publice. Înainte de a se stabili la Bruxelles, sediul EPSA s-a aflat în Leiden, Olanda.

## Istorie
În 1978, Asociația Studenților Farmaciști Francezi, ANEPF, invită studenți din alte țări europene la Congresul Anual pe care îl organizează la Nancy. Principalul motiv al acestei intâlniri era discutarea directivelor viitoare ale Comunității Europene privind recunoașterea reciprocă a diplomelor obținute în urma studiilor universitare farmaceutice și compararea sistemului de învățământ din diferite țări. Fiind o problemă complexă, a cărei analiză și soluționare necesită timp, participanții își exprimă dorința unor întâlniri viitoare pentru dezbaterea acestui subiect. Astfel, este înaintată Federației Internaționale a Studenților Farmaciști propunerea constituirii unui subcomitet al studenților farmaciști europeni. Acest lucru se realizeză, în același an, câteva luni mai târziu, la Congresul Anul IPSF ce a avut loc la Edinburgh în Marea Britanie.
Subcomitetul European al IPSF devine independent 4 ani mai tarziu, în 1982, schimbându-și numele în Comitetul European al Studenților Farmaciști, înregistrat la Tribunalul Illkrich din Franța. Scopurile  principale ale acestei asociații sunt promovarea unei recunoașteri mutuale a calificărilor farmaciștilor în întreaga Europa și facilitarea liberei circulații a studenților farmaciști în Europa.
EPSA își primește numele actual 10 ani mai târziu dupa dobândirea independenței la cel de-al 15-lea Congres Anual de la Helsinki, Finlanda și devine oficial la cel de-al 16 Congres Annual din Tübingen, Germania, în 1993.

## Structură

### Adunarea Generală
Conform statului EPSA (Terms of Reference and Standing Orders) Adunarea Generală este forul decizional superm în structura organizației. Adunarea Generală are loc de două ori pe an, prima în  aprilie, în timpul Congresului Anual, iar a doua în octombrie în cadrul evenimentului Autumn Assembly. În acest mod se asigură funcționarea eficientă a asociației în luarea deciziilor importante, incluzând modificările aduse statutului de organizare și funcționare a EPSA.
Membrii EPSA au dreptul de a vota pe orice buletin de vot secret al Asociației. Condițiile pe care o asociatie membră trebuie să le îndeplinească pentru a avea drept de vot sunt: prezenatarea raportului (semestrial și anual) de activitate a secretarului de legătura și plata taxei anuale  de membru.

### Consiliul parlamentar
Consiliul parlamentar este autoritatea care supraveghează luarea corectă a deciziilor conform regulilor oficiale ale Asociației și intervine dacă acestea au fost încălcate. Consiliul parlamentar este format din trei membri, dintre care unul este ales reprezentant oficial. Membrii trebuie să fie din țări diferite.

### Reprezentanții oficiali ai EPSA

#### Executivul
Executivul EPSA controlează activitățile Asociației și colaborează cu membrii pentru a îndeplini obiectivele EPSA.
Subcomitetul European al IPSF avea un singur membru în Executiv, președintele. Pe măsură ce volumul de lucru a crescut, nevoia extinderii numerice a Executivului a devenit evidentă. La început Consiliul de Conducere era ales în cadrul congresului IPSF, iar în 1982, pentru prima dată, alegerile s-au desfășurat în timpul Congresului Subcomitetului European al IPSF. Până în anul 1998, Consiliul de Conducere (format din președinte, vicepreședinte, secretar și trezorier) care era votat la congres, nominaliza restul Executivului. Începând din 1988, întregul Executiv este votat la congres și este ajutat de numeroase subcomitete.
Ulterior, structura Executivului s-a extins prin introducerea funcțiilor de responsabil pentru relația cu sponsorii și responsabil pentru relația cu Uniunea Europeană. Responsabilului pentru relația cu sponsorii i s-a atribuit sarcina de a asigura un venit stabil pentru EPSA prin stabilirea de parteneriate cu anumite companii și organizații. Responsabilului pentru relația cu Uniunea Europeană i-a revenit misunea de a transforma EPSA într-o organizație influentă nivel politic european și de a face auzită, cu adevărat, vocea studenților farmaciști.
În prezent, Executivul EPSA este alcătuit din nouă membri, șapte aleși prin vot și doi numiți:
•	Președinte
•	Vicepreședinte pentru Educație
•	Secretar general
•	Trezorier
•	Vicepreședinte pentru Comunicare
•	Vicepreședinte al mobilitățiilor studențești
•	Vicepreședinte al dezvoltării parteneriatelor
•	Vicepreședinte pentru relația cu Uniunea Europeană (numit)
•	Fostul președinte (numit)

### Secretarii de legatură
Secretarii de legătură ai EPSA sunt aleși prin vot sau numiți de Asociațile Membre. Principala lor sarcină este să asigure implementarea proiectelor EPSA la nivel local și să creeze legătura între executivul Asociației Naționale și executivul EPSA.

### Grupurile de lucru
Grupurile de lucru au fost introduse în structura EPSA la cel de-al 27-lea Congres Annual EPSA ce a avut loc în Pomporovo, Bulgaria, în 2004. Fiecare grup de lucru este format din câte un reprezentant al fiecărei organizații membre și dintr-un director ales prin vot. Aceste structuri sunt responsabile de buna funcționare a câte unuia dintre domeniille de activitate ale profesiei de farmacist sau dintre domeniilor ce prezintă interes pentru studenții farmaciști. De asemenea, fiecare dintre grupuri trebuie să lucreze pentru derularea eficientă a proiectelor din domeniului său de acțiune. EPSA are șapte grupuri de lucru corespunzătoare domeniilor: Dezvoltare Profesională, Sănătate Publică, Ajutor Umanitar, Științe Farmaceutice, Mobilități Studențești, Educație și Practică Farmaceutică, Conștientizarea efectelor administrării produselor farmaceutice.

### Consiliul de conducere al Individual Mobility Project (IMP) (Proiectului de Mobilități Individuale)
Consiliul de conducere IMP lucrează pentru dezvoltarea ca un întreg a Proiectului de mobilități individuale (IMP). Consiliul este format din coordonatorul central IMP și coordonatorii locali IMP ca reprezentanți ai propriilor oganizații ce participă la Proiectul de moblilități individuale. 
Coordonatorul central IMP este ales, ca și ceilalți oficiali EPSA, prin vot în cadrul Adunării Generale, în timp ce coordonatorul național (local) IMP este ales sau numit de organizația națională (locală) pe care o reprezintă.

### Officers
Aceștia sunt responsabili de îndeplinirea sarcinilor tehnice și administrative ale asociației. EPSA are cinci astfel de responsablili corespunzător ramurilor: IT, Design, Informare, Training și Evenimente.

### Comisia de Audit
Situația financiară EPSA este examinată de Comisia de Audit care trebuie să prezinte un raport Adunării Generale. Această comisie este alcătuită din cel puțin două persoane, preferabil din țări diferite, nominalizate de Consiliul Parlamentar.

### Președintele Comitetului de Primire
Congresul Anual EPSA este cea mai importantă activitate din caldendarul EPSA. Este un eveniment organizat de EPSA în colaborare cu asociația gazdă. Pentru a asigura reușita evenimentului se alege un Comitet de organizare (RC), condus de președintele RC. Acesta din urmă este numit Oficial EPSA și este invitat la toate întâlnirile Executivului cu scopul  de a asigura o relație de comunicare cât mai bună între echipa EPSA și RC, asigurându-se astfel succesul evenimentului.

### Subcomitetul financiar
Subcomitetul financiar este alcătuit din maxim patru persoane incluzâdu-l pe responsabilul de acest subcomitet. Acest subcomitet este subordonat direct Executivului și Adunării Generale. Membrii săi trebuie să fie din țări diferite, iar îndatoririle lor sunt să cerceteze oportunitățile de finanțare permanentă în Europa și să dezvolte sistemul de aplicare pentru sponsorizări.

### Organizațiile membere EPSA
Membri EPSA cu drept de vot sunt organizațiile naționale ale studentilor farmaciști din țări de pe teritoriul geografic al Europei, tări care sunt recunoscute ca independente de către Consiliul Europei. EPSA are și membri asociați (organizații fără drept de vot)  care sunt reprezentați de asociațiile studentești care nu reprezintă majoritatea studenților farmaciști în țările lor.
EPSA este formată din 27 de membri cu drept de vot și din doi membri asociați, care sunt:
- AEFFUL Asociația Studenților Facultății de Farmacie din cadrul Universității din Lisabona (Associação dos Estudantes da Faculdade de Farmácia da Universidade de Lisboa) - Portugalia
- AISF Arhivat în 25 octombrie 2008, la Wayback Machine. Asociația Studenților Farmaciști din Italia (Associazione Italiana Studenti di Farmacia)
- ANEPF Asociația Națională a Studenților Farmaciști din Franța  (Association Nationale des Etudiants en Pharmacie de France)
- APEF Asociația Studenților Farmaciști Portughezi (Associação Portuguesa de Estudantes de Farmácia)
- asep Arhivat în 30 iulie 2013, la Wayback Machine. Asociația Studenților farmaciști din Elveția (association suisse des étudiants en pharmacie)
- [BHPSA] Asociația Studenților Farmaciști din Bosnia și Herțegovina
- BPhD Asociația Studenților Farmaciști din Germania (Bundesverband der Pharmaziestudierend en Deutschland)
- BPhSA Arhivat în 14 ianuarie 2011, la Wayback Machine. Asociația Studenților Farmaciști din Bulgaria (Българска фармацевтична студентска асоциация)
- BPSA Asociația Studenților Farmaciști Britanici
- CPSA Asociația Studenților în Farmacie și Biochimie Medicală din Croația (Udruga studenata farmacije i medicinske biokemije Hrvatske)
- FASFR Federation of Pharmacy Students' Associations in Romania (Federatia Asociatilor Studentilor Farmacisti din Romania)
- FEEF Arhivat în 23 decembrie 2009, la Wayback Machine. Federația Studenților Farmaciști din Spania  (Federación Española de Estudiantes de Farmacia)
- FiPSA Arhivat în 6 ianuarie 2010, la Wayback Machine. Asociația Studenților Farmaciști din Finlanda
- GPSF Arhivat în 17 iulie 2011, la Wayback Machine. Federația  Studenților Farmaciști din Grecia
- HUPSA Arhivat în 4 decembrie 2009, la Wayback Machine. Asociația Studenților Farmaciști din Ungaria   (Magyar Gyógyszerészhallgatók Egyesülete)
- IUPSA Studenții Universității Internaționale de Farmacie din Istanbul - Turcia
- K.N.P.S.V. Asociația studenților farmaciști din Regatul Țărilor de Jos (Koninklijke Nederlandse Pharmaceutische Studenten Vereniging)
- LPSA Asociația Studenților Farmaciști din Letonia  (Latvijas Farmacijas Studentu Asociacija)
- MPSA Asociația Studenților Farmaciști din Macedonia  (Студентски Сојуз на Фармацевти на Македонија)
- MPSA Arhivat în 26 decembrie 2008, la Wayback Machine. Asociația Studenților Farmaciști din Malta
- NAPSer Asociația Studenților Farmaciști din Serbia  (Nacionalna Asocijacija Studenata Farmacije-Srbija)
- NoPSA Arhivat în 21 noiembrie 2009, la Wayback Machine. Asociația Studenților Farmaciști din Norvegia
- SFD Arhivat în 14 ianuarie 2010, la Wayback Machine. Asociația Natională a Studenților Farmaciști din Suedia
- SNAPS Swedish National Association of Pharmaceutical Students
- SoP Arhivat în 28 aprilie 2010, la Wayback Machine. Studenți în domeniul Științelor Farmaceutice – Danemarca
- SSFB Arhivat în 2 februarie 2009, la Wayback Machine. Societatea Studentilor in Farmacie Bucuresti
- SSSFD Departamentul Studențesc al Societății de Farmacie din Slovenia  (Študentska sekcija Slovenskega farmacevtskega društva)
- USF Uniunea Studenților Farmacisti (Unie Student Farmacie) – Republica Cehă
- YP  Farmacia Tânără (Farmacja) – Polania

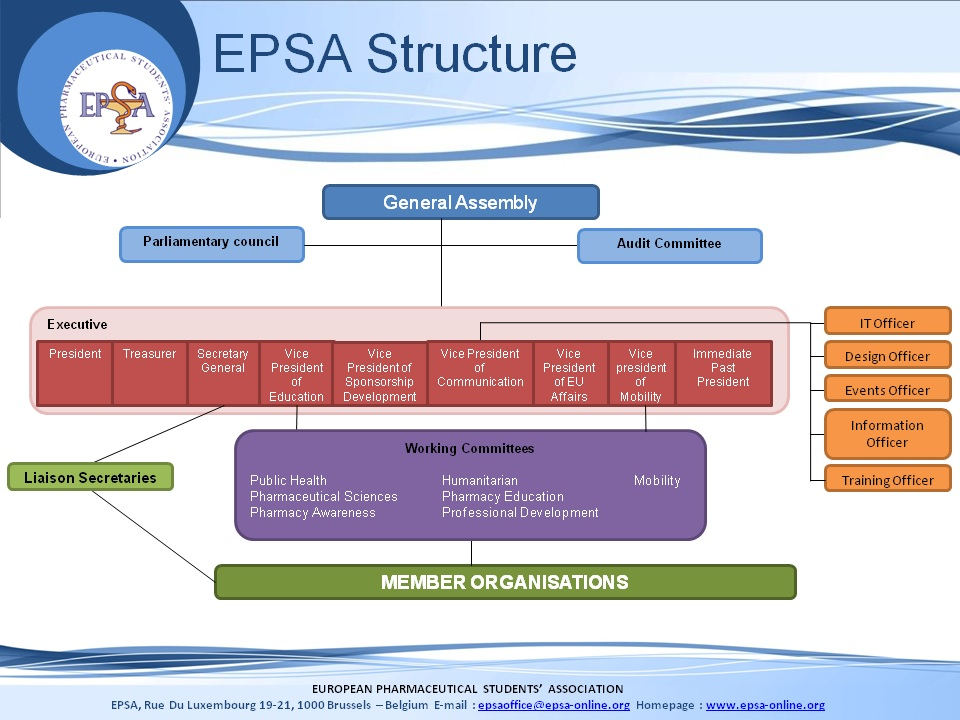
EPSA Structure.

### Consiliul de Administrație
Consiliul de Administrație este format din profesioniști în domeniul farmaceutic care ajută Executivul EPSA cu expertiza și contactele lor. Membrii Consiliului de tutelă sunt:
- Prof Bart Rombaut
- Dr. D. Tromp
- Jaka Brumen
- Ivana Silva
- Prof. Ian Bates
- Hubertus Cranz
- Catherine Duggan
- Dr. Graham Davies
- Prof. Momir Mikov
- Raisa Laaksonen
- Hans Linden

### Membri de Onoare
Statutul de Membru de Onoare se acordă persoanelor care au avut o activitate remarcabilă în beneficiul EPSA. Mulțumită efortului lor EPSA a crescut substanțial, reușind prin profesionalism și excelență să-și atingă scopurile. Membrii de onoare (Honorary Life Members – HLM) sunt aleși de Adunarea Generală cu o majoritate de 75%. În prezent membri de onoare sunt:
2000 Niamh Fitzgerald
2001 Ivana Silva
2002 Diogo Cruz
2002 Micheal Gafa
2003 Sean McAteer
2003 Lucija Sotosek
2004 Jorrit Peter Neumann
2006 Timo Mohnani
2007 Vaiva Deltuvaite
2007 Jaka Brumen
2008 Alena Petrikova - Aja
2009 Boštjan Čeh
2009 Jurate Svarcaite

## Evenimente

### Congresul Anual
Congresul Anual  EPSA este cel mai mare și cel mai important eveniment din calendarul EPSA și de obicei are loc în luna aprilie și marchează începutul unui nou an EPSA (aprilie-martie). Reprezintă ocazia tuturor membrilor EPSA de a se întâlni și de a discuta despre EPSA și profesia de farmacist în general. Acest eveniment este constituit din programul educațional (prezentări, workshopuri și traininguri), programul social și prima Adunare Generală a noului an EPSA. Congresul anual EPSA durează șapte zile și șase nopți. În anul  2009, evenimentul se afla la cea de-a 33-a Ediție.
Acesta este un foarte bun prilej de întâlnire pentru studenții farmaciști din asociațiile membre EPSA de a se întâlni și împărtăși spiritul EPSA, energia și entuziastmul necesare noului an. În timpul congresului, asociațiile membre cu drept de vot aleg un nou executiv al cărui mandat este de un an.

### Adunarea Generală din toamna (Autumn Assembly)
EPSA Autumn Assembly este din punct de vedere al importanței, al doilea eveniment EPSA dintr-un an și se desfășoară de obicei în octombrie. Scopurile EPSA Autumn Assembly este de a oferi membrilor EPSA posibilitatea de a evalua activitatea asociației din prima jumătate a anului și, în același timp, de a reînnoi motivarea și devotamanetul membrilor față de EPSA.  A doua Adunare Generală EPSA se desfașoară în timpul Autumn Assembly.
Din 2004, EPSA Autumn Assembly este organizat în colaborare cu ESCP (European Society of Clinical Pharmacy) prin asocierea a trei evenimente: Congresul semestrial EPSA, Simpozionul Studențesc EPSA/ESCP și Simpozionul ESCP.
În anul 2009, EPSA a organizat pentru prima dată acest eveniment în colaborare cu DIA (Drug Information Association).

### Școala de Vară
Școala de vară este din punct de vedere al importanței, al treilea eveniment EPSA al anului și are loc de obicei la finele lunii iulie. Activitățile evenimentului se regăsesc în programul educațional și social. Agenda acestui eveniment se deosebește de cea a Congresului Anual și a Autumn Assembly prin lipsa reunirii Adunării Generale. 
În anul 2009 Universitatea de vară EPSA se afla la ce-a de-a 11-a ediție.

### Recepția Anuală
Recepția Anuală (AR) este organizată în fiecare an, de obicei, în februarie la Bruxelles, Belgia, la sediul central al EPSA. Principalul scop al acestui eveniment este acela ca echipa EPSA să-și  prezinte munca și proiectele în fața Consiliului de tutelă, a partenerilor și în fața oricărei instituții ce ar putea fi interesată de activitatea EPSA. Acest eveniment este structurat în așa fel încât să fie o discuție tip masă rotundă, condusă  de președintele EPSA, în scopul de a îmbunătăți munca și proiectele EPSA prin experiența și ideile acestor profesioniști.
Tema Recepției Anuale este aleasă în fiecare an de executivul EPSA. În 2009/2010 tema a fost: “EPSA IMP Project” (Individual Mobility Project-Proiectul de mobilități individuale).

### WHSS – World Healthcare Students’ Symposium
WHSS este o conferință multiprofesională, de patru zile, care reunește studenții din domeniul sănătății din toată lumea.
Primul simpozion studențesc mondial în domeniul sănătății a avut loc în Malta, între 7-12 noiembrie 2005. Simpozionul a reunit într-un forum internațional 230 studenți la medicină, farmacie și la Asistența medicală din 42 de țări. Conferința a avut rolul de a genera discuții productive între profesii, să dezvolte abilități necesare viitorilor profesioniști, să crescă gradul de conștientizare a conceptelor în contextul profesiilor multidisciplinare și să creeze în rândul studenților susținători ai unei relații de cooperare, centrată pe îngrijirea pacientului în vederea îmbunătățirii rezultatelor tratamentelor.
Există câteva asociații, printre care și EPSA,  care lucrează împreună pentru ca acest eveniment să fie posibil. Celelalte asociații studentești implicate sunt:International Federation of Medical Students’ Associations (IFMSA), International Pharmacy Students’ Federation (IPSF), European Nursing Students’ Association (ENSA), International Council of Nurses – Student Network (ICN-SN) and European Medical Students’ Association (EMSA).

## Publicații

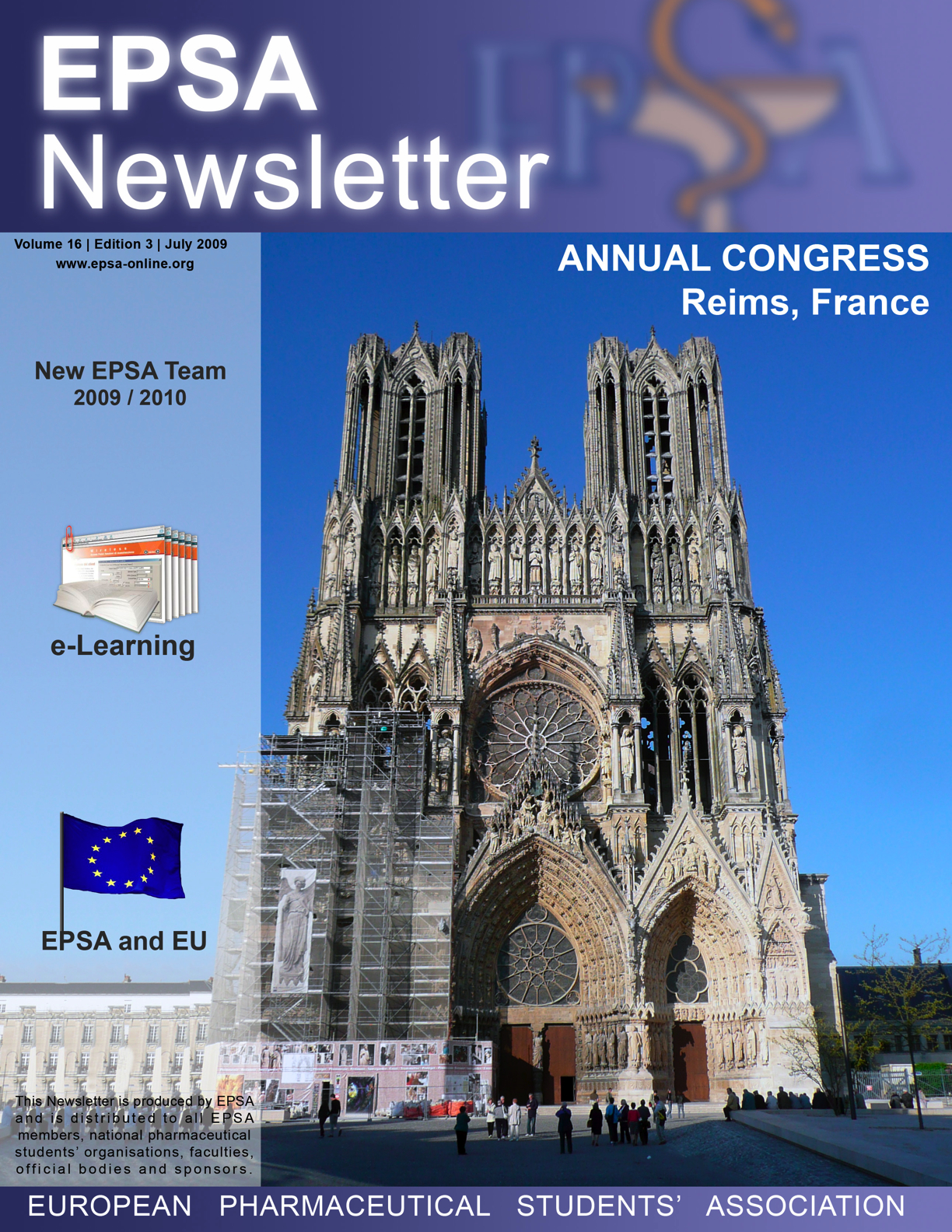
EPSA Newsletter.

### Buletin Informativ
Buletinul Informativ al EPSA este publicația oficială EPSA. Apare de 3 ori pe an și este distribuit tuturor membrilor EPSA, sponsorilor și organizațiilor de contact. Buletinul informativ conține articole ale oficialilor EPSA, ale membrilor și ale profesioniștilor în domeniul farmaceutic și are drept scop răspândirea ultimelor noutăți privind evoluția proiectelor și realizarea unui schimb prolific de cunoștințe și experientă între aceștia. Incluzând o largă varietate de teme, facilitează, de asemenea, comunicarea dintre studenții țărilor membre, care doresc să impărtășească idei, experiențe, opinii. În plus, servește la evidențierea problemelor importante ale studenților farmaciști din Europa și transmite informații privind viitoarele evenimente.
Fiecare membru EPSA primește câteva copii ale buletinului informativ care sunt distribuite mai apoi studenților din Europa, observatorilor EPSA și asociațiilor profesionale. Numărul de exemplare tipărite al unei ediții este de 5000.

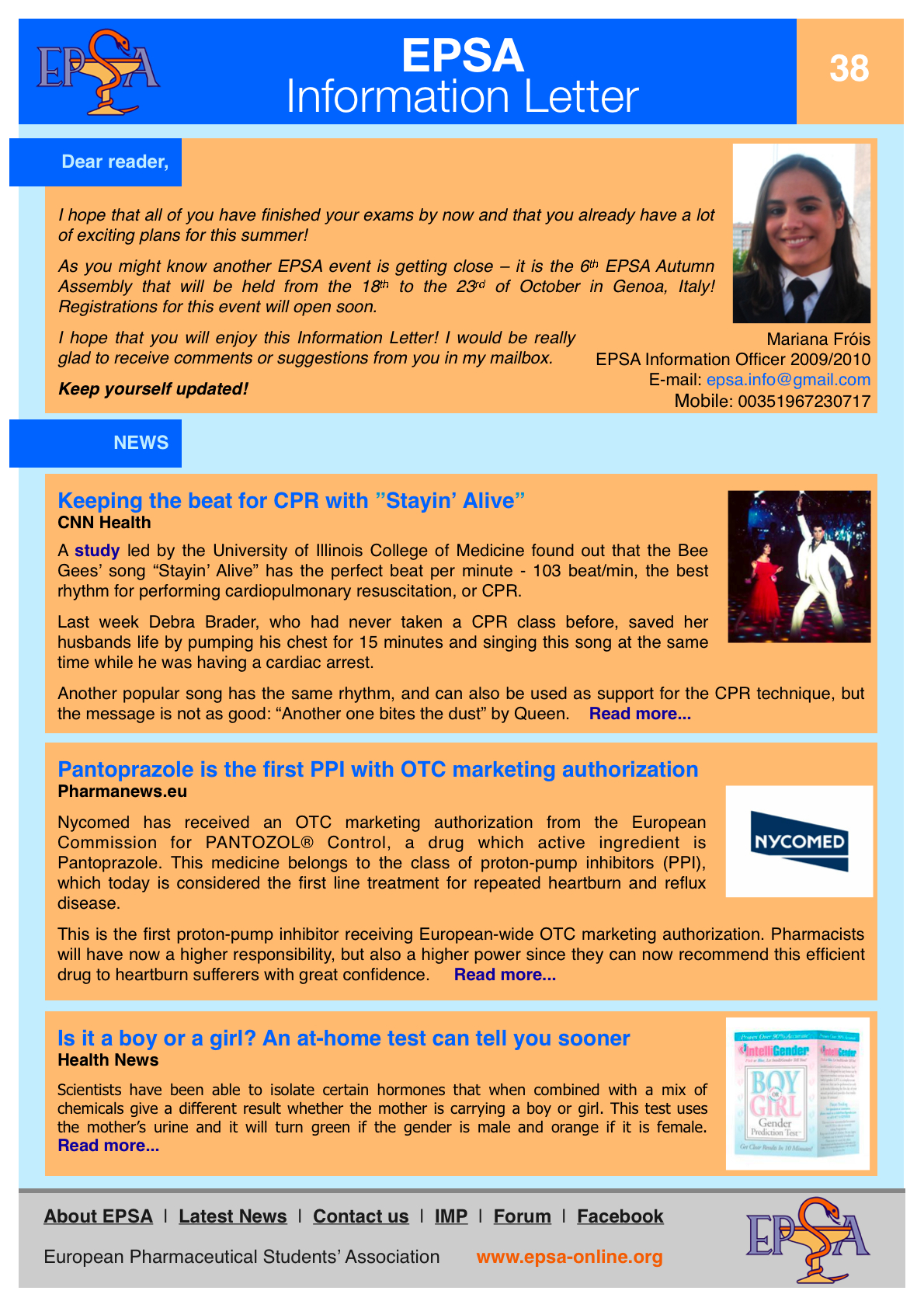
Information Letter.

## Scrisoare informativă
Scrisoarea Informativă EPSA conține informații relevante și folositoare pentru studenții farmaciști europeni. Este publicată în fiecare lună de către officer-ul responsabil de informare conține subiecte pertinente din domeniul farmaceutic european și al organizațiilor studențești, știri din sfera științelor medicale și a descoperirilor, precum și un scurt rezumat al unor articole științifice relevante. Scrisoarea informativă este trimisă prin e-mail tuturor studenților, profesorilor și profesioniștilor care se abonează la EPSA news e-group, dar este disponilbilă 

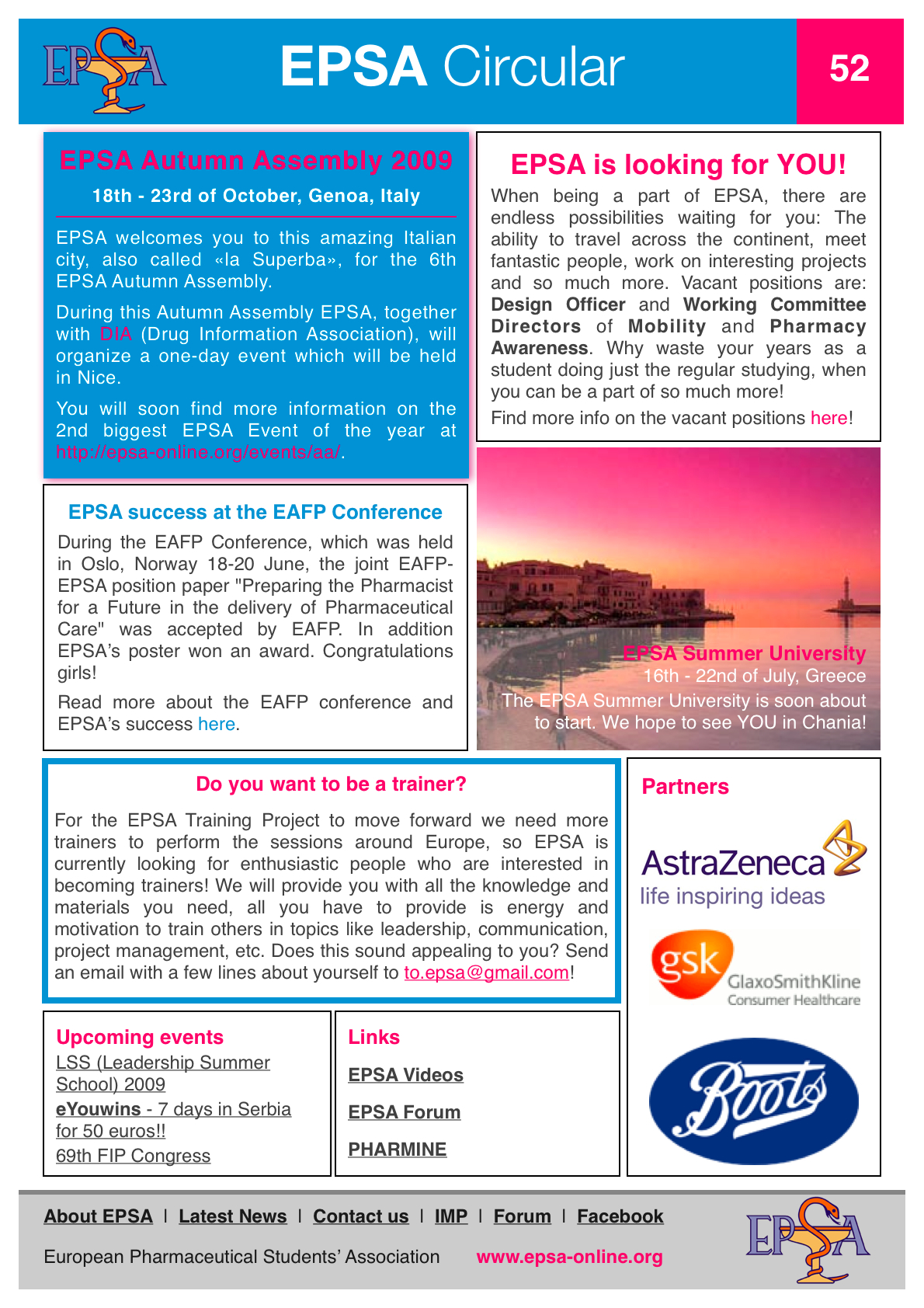
EPSA Circular.

 și pe website-ul oficial al EPSA.

## Ciculara EPSA
Circulara EPSA conține cele mai recente informații privind proiectele și activitățile asociației. Este un instrument pentru promovarea activităților și distribuirea rezultatelor și a declarațiilor de opinii de la evenimente. Această publicație este un mijloc foarte bun de a oferi informații studenților din toată Europa. Circulara EPSA este trimisă de două ori pe luna, prin e-mail, tuturor celor care se abonează la EPSA news e-group și este disponibilă și pe website-ul oficial al EPSA. Fiecare asociație membră EPSA primește această publicație în format electronic și este responsabilă să o printeze și să o distribuie studenților.

## Broșură Raport
Broșura Raport este publicată în fiecare an și are ca scop prezentarea concluziilor echipei EPSA din timpul mandatului. Aceasta include concluziile rezultate în urma atelierelor de lucru, a  chestionarului anual EPSA și a declarațiilor de opinii. Fostul președinte este responsabil de realizarea acestei compilații și de publicarea ei.
Este trimisă tuturor studenților, organizațiilor guvernamentale și profesionale, organizațiilor membre EPSA și tuturor Facultăților de Farmacie din Europa. Ca document oficial, aceasta stabilește care sunt convingerile studenților farmaciști europeni privind o anumită temă.

## Proiecte

### Proiectul de Mobilitate Individuală (Individual Mobility Project - IMP)
Proiectul de Mobilitate Individuală este un proiect pe termen lung care le oferă studenților farmaciști din toate țările europene (membre ale EPSA), în special celor în ultimii ani de studiu și celor care au absolvit recent facultatea de farmacie sau de știinte farmaceutice, să câștige un plus de experiență în profesia propriu-zisă sau în cercetare, în orice ramură a domeniului farmaceutic. Prin urmare, IMP reprezintă o șansă unică pentru studenți și proaspăt absolvenți să câștige informații valoroase despre alte țări europene, despre obiceiuri și cultură, adică să cunoască diversitatea europeană, toate acestea fiind experiențe încurajate de către Comisia Europeană.
Acest proiect permite studentului sau absolventului să acumuleze experiență, cunoștințe despre practicile de lucru și despre tehnicile de cercetare ale companiei /instituției gazdă, într-un proiect care poate dura între 2 și 12 luni.

### Chestionarul Anual
În fiecare an se alege o nouă temă a Chestionarului Anual și se constituie din întrebări multiple care încearcă o abordare cât mai complexă și relevantă a subiectui ales. Chestionarul anual este distribuit tuturor organizațiilor membre pentru a fi înmânate studenților; pentru ca apoi rezultatele să fie prezentate organizațiilor profesionale.

### Lifelong Learning Certificate
EPSA Lifelong Learning Certificate oferă studenților farmaciști care participă la activități educționale și profesionale organizate sau promovate de EPSA, șansa de a câștiga credite reale pentru aceste activități. De asemenea, introduce într-un stadiu timpuriu de dezvoltare a viitorilor profesioniști în domeniul sănătății principiile importante ale învățării pe toată durata vieții și ale necesității documentării activității profesionale. Certificatul este acordat acelora care acumulează cinci puncte Lifelong Learning într-un an (din aprilie până în martie). Punctele pot fi obținute prin participarea la partea educațională a evenimentelor EPSA sau prin participarea la un proiect educațional local, aprobat de către EPSA.

### Taberele de training
Acest concept a fost introdus în anul 2005. Pe parcursul trainingurilor din timpul evenimentelor EPSA sunt îmbunătățite cunoștințele studenților despre subiecte care nu sunt incluse, de obicei, în educația farmaceutică clasică (ex. management de proiect, abilități de consiliere și comunicare) La un nivel mai avansat, studenții vor dobândi anumite abilități care le vor permite să pregătească alți studenți, răspândind astfel cunoștințele și celorlalți, atât la nivel local, cât și național. În 2009 a fost introdusă o nouă funcție în echipa EPSA, și anume aceea de responsabil de training, a cărui principală sarcină este să asigure o organizare cât mai bună a acestor tabere de training.

### EPSA Super-Duper Database
Acest proiect urmărește crearea unei baze de date online cu toate informațiile relevante pentru EPSA și membrii ei. Aceasta bază de date va fi disponibilă pe website-ul oficial EPSA, putând fi accesată de către toți studenții farmaciști din Europa. Va conține informații despre diferențele dintre cursurile universitare farmaceutice în țările europene (numărul anilor de studiu, curricula etc.), despre profesie în sine (listă cu organizațiile farmaceutice care există în acea țară, instituți de sănătate, numărul de farmaciști din fiecare țară etc.) și de asemenea despre principalele caracteristici ale tărilor europene (vreme, costul vieții, monedă). Prin acest proiect EPSA va crea o platformă unde toti studenții pot găsi informațiile de care au nevoie despre țara unde unde vor experimenta un proiect de mobilitate studențească.
Toate informatiile strânse de către echipa EPSA în timpul mandatului vor fi salvate și ordonate în această bază de date.

### Baza de date EPSA Alumni
De la înființarea EPSA, foarte mulți studenți și-au petrecut timpul liber lucrând pentru această asociație. Datorită lor, EPSA este astăzi una dintre cele mai respectate asociații studențești din Europa. Proiectul EPSA Alumni dorește să creeze o conexiune reală între actualii membri EPSA și cei vechi, pentru a face ca EPSA să crească prin sfaturile, experiența și bunul exemplu al acestor oameni. Acest proiect oferă șansa de a menține contactul cu toți susținătorii EPSA si de a face ca Alumni să poată interacționa în continuare cu asociația căreia i-au dedicat atât de mult timp și atâta energie. În prezent, EPSA își contactează  toți Alumni pentru a cere expertiza lor și pentru a-i include în baza de date a trainingurilor. Acest proiect are ca țintă realizarea unui weekend Alumni în timpul Congresului Anual EPSA, a unei reviste Alumni, a unei secțiuni a website-ului EPSA dedicată acestui proiect și de asemeneea a unei platforme online cu tot ceea ce este important și relevant privind Alumni  (Baza de date EPSA Alumni).

### Proiectul  Pharmine
Consorțiul Pharmine este format din patru univetsități (Bruxelles, Nancy, Londra și Lisabona) care sunt membre ale Asociației Europene a Facultăților de Farmacie din Europa (EAFP) și ale asociațiilor partenere ale UE. Pharmine va analiza oportunitatea introducerii principiilor Procesului de la Bologna în educația și practica farmaceutică cu scopul de a a le orienta, în special pe cea din urmă, spre cerințe viitoare ale ramurilor farmaceutice: comunitară, clinică și industrială.
EPSA este un colaborator important al Consorțiului Pharmine, ajutându-l să-și atingă scopul prin elaborarea unui curriculum al Uniunii Europene pentru educția farmaceuitcă, care va fi prezentat comisiei Uniunii Europene, autorităților naționale și organizațiilor profesionale farmaceutice de la nivel național.

### Proiectul TWINNET
Proiectul TWINNET își propune să aducă împreună studenți din diferite țări și să le ofere informații extracuriculare pe o perioadă scurtă de timp. Acest proiect include: Twin-uri (bilaterale), Treen-uri (între trei asociații) și proiecte studențești multilaterale ( Quatrino) desfașurate între organizațiile studențești membre EPSA.
Anual, în cadrul Adunării Generale, este ales un subiect al proiectului TWINNET, iar Secretarii de legătură din fiecare țară sunt responsabili să ia legătura unii cu ceilalți pentru a organiza aceste schimburi studențești între organizațiile naționale/locale. Vicepreședintele pentru mobilități studențești trebuie să se asigure de buna desfășurare a acestui proiect și să-i ajute pe secretarii de legătură să găsescă sponsorizări/granturi europene pentru finanțarea acestor proiecte de schimb studențesc.

### Monthly Question Overview
Este o scrisoare de informare care este publicată în fiecare luna de Vicepreșdintele pentru Educație și conține o recenzie/o analiză de ansamblu a activtății Grupurilor de lucru. Coordonatori Grupurilor de lucru după efectuarea raportului lunar scriu un rezumat de 80 de cuvinte care va fi publicat în acesta publicație pentru a-i informa pe toți cei interesați despre activitățile întreprinse lunar. MQO este accesibil tuturor membrilor grupului EPSA News.

## EPSA în Uniunea Europeană
Uniunea Europeană înseamnă mai mult decât o confederație de țări, însă nu reprezintă un stat federal. Politicile UE în general, ca rezultat al deciziilor luate de triunghiul instituțional alcătuit din Consiliu, Parlamentul European și Comisia Europeană se regăsesc la Bruxelles (Parlamentul UE are o întâlnire în plen în Luxemburg care are loc în fiecare lună).
Consiliul Uniunii Europene, reprezentant al guvernelor naționale, deține rolul principal în ceea ce privește executivul UE. Statele membre ale UE dețin prin rotație prezidenția Consiliului pentru o perioadă de șase luni. La fiecare ședință a Consiliului participă câte un ministru din fiecare țară membră a UE.
Parlamentul European are rolul de a reprezenta cetățenii UE. Are rol de supraveghere politică asupra activităților UE și participă la procesul legislativ.
Comisia, un organ independent de guvernele UE, susține interesul colectiv european și este cea de-a treia componentă a triunghiului instituțional care se ocupă de conducerea și administrarea Uniunii Europene. Comisia este asistată de un serviciu civil constituit din 36 directorate generale și servicii. 
Mai mult de 70% din legislația națională se bazează pe deciziile luate la Bruxelles. Cetățenii UE constată faptul că tot mai mult viețile lor sunt formate din norme stabilite la Bruxelles. Companii și asociații din Uniunea Europeană admit într-un număr din ce în ce mai mare importanța de lobby la nivel european. Prin urmare și EPSA, o organizație non-guvernamentală care reprezintă interesele studenților farmaciști, a reușit să aibă un birou permanent la Bruxelles și să întreprindă zilnic activități de lobby pentru a-și promova interesele în cadrul instituțiilor UE cu scopul de a lua în considerare opinia EPSA în procesul de legiferare.
EPSA participă la nenumărate întâlniri cu oficiali ai Comisiei Europene, în special cu cei din cadrul DG SANCO (Directoratul General Pentru Sănătate și Protecția Consumatorilor) și DG ENTR (Directoratul General al Comisiei pentru Întreprinderi și Industrie) și deputații Parlamentului European (în special cei din cadrul Comitetului ENVI), promovând astfel opinia EPSA în ceea ce privește vigilența și îngrijirea farmaceutice.
Prezența unui birou EPSA în Bruxelles îi conferă EPSA posibilitatea de a înâlni și alte asociații studențești care își au rădăcinile, ca și EPSA,  în “Capitala Europeană”.

## EPSA-IPSF
Federația Internațională a Studenților Farmaciști (IPSF) reprezintă 350,000 de studenți și recent absolvenți ai Facultății de Farmacie din 75 de țări la nivel mondial. IPSF este cea mai importantă organizație internațională de advocacy pentru studenții farmaciști, având scopul de a promova îmbunătățiri la nivelul sănătății publice prin punerea la dispoziție a informației, a educației, a colaborărilor și a unei varietăți de publicații și inițiative profesionale. Este o organizație non-guvernamentală, apolitică și nereligioasă.
Președinții fiecăreia dintre cele două asociații (EPSA și IPSF) semnează la fiecare doi ani un Memorandum de Înțelegere (Memorandum of Understanding – MoU). Prin acest Memorandum se convine, de exemplu, că președintele fiecăreia dintre cele două organizații va fi invitat la una dintre Întâlnirile Executive ale asociației și că în cel puțin una dintre zilele acestei întâlniri se va discuta despre colaborarea EPSA-IPSF. Acest document definește de asemenea dispozițiile de a îmbunătăți și menține permanenta comunicare între EPSA și IPSF – colaborarea referitoare la publicații, organizarea de evenimente comune, promovarea ambelor asociații etc.
În 2009, EPSA și IPSF au colaborat pentru organizarea Simpozionului Mondial al Îngrijirii Medicale a Studenților, precum și pentru organizarea unei zile educaționale EPSA-IPSF în timpul evenimentului Autumn Assembly.